# Hrabstwo Sheridan (Montana)
Hrabstwo Sheridan (ang. Sheridan County) – hrabstwo w stanie Montana w Stanach Zjednoczonych. Obszar całkowity hrabstwa obejmuje powierzchnię 1706,3 mil² (4419,3 km²). Według szacunków United States Census Bureau w roku 2009 miało 3243 mieszkańców. Jego siedzibą jest Plentywood.
Hrabstwo powstało w 1913 roku.

## Miasta
- Medicine Lake
- Outlook
- Plentywood
- Westby

## CDP
- Antelope
- Reserve